# Manuel de survie à l'usage des incapables
 (septembre 2015).
Si vous disposez d'ouvrages ou d'articles de référence ou si vous connaissez des sites web de qualité traitant du thème abordé ici, merci de compléter l'article en donnant les références utiles à sa vérifiabilité et en les liant à la section « Notes et références ».
Manuel de survie à l'usage des incapables est un roman de Thomas Gunzig paru en 2013 aux éditions Au diable vauvert.

## Argument
Jean-Jean est préposé à la sécurité dans un magasin de grande surface. On lui demande de surveiller, par caméra interposée, les faits et gestes de Martine Laverdure et Jacques Chirac Oussoumo, deux employés soupçonnés d'avoir une liaison, ce qui est interdit. Une fois le pot aux roses découvert, les deux protagonistes sont convoqués au service des ressources humaines, menacés de congédiement. S'ensuit une empoignade au cours de laquelle Jean-Jean, par accident, tue Martine Laverdure avec son pistolet Taser. Or, dans cet univers futuriste où les humains ont la possibilité de manipuler génétiquement les enfants à venir en leur implantant des gènes animaux, Martine Laverdure était la mère de quatre loups-humains qui, même si elle ne s'est jamais occupée d'eux, décident de tuer l'assassin de leur mère.

## Univers
Le roman se passe dans un pays non défini qui pourrait être la Belgique ou tout pays européen voisin et à une époque non définie mais qu'on devine se situer dans l'avenir en raison principalement de ces manipulations génétiques (sous copyright de grandes entreprises comme Hewlett Packard) qui donnent à certains humains des caractéristiques particulières. Le cas des quatre loups (appelés Blanc, Brun, Gris et Noir) est assez excessif : sans jamais avoir de description précise, on comprend qu'ils ont du poil sur tout le corps, une tête de loup et probablement des pattes de loup, mais ils fonctionnent dans la société comme des humains (de bas étage toutefois). La femme de Jean-Jean, Marianne, a pour sa part des gènes d'une espèce particulière de serpent qui donnent simplement à sa peau une couleur verdâtre et lui permet d'injecter du venin à une personne qu'elle mordrait. L'auteur, toutefois, décrit ces réalités d'un ton très neutre, comme si elles étaient des plus naturelles, ce qui fait qu'on est loin, par exemple, d'un univers de super-héros ou de science-fiction au sens habituel du terme. 
Le roman décrit une société plutôt grise où n'existe plus ou moins que des grandes sociétés commerciales obnubilées par des stratégies de gestion et de marketing et des personnages qui n'ont pas tendance à remettre cet univers en question (l'exemple parfait étant Marianne, qui ne rêve ambitieusement que de devenir la gestionnaire la plus efficace qui soit). Le ton désinvolte, détaché, voire parfois un peu absurde du narrateur tranche avec la vision déprimante de la société qu'il dépeint et qu'on peut considérer comme un regard cynique sur la société actuelle ou sur son avenir prévisible.

## Personnages
- Jean-Jean : Personnage principal. Employé sans envergure d'un magasin grande surface. Marié à Marianne, qui a peu de considération pour lui. Type même de la personne qui ne s'est jamais trop posé de questions et s'est rendu un peu passivement là où la vie a bien voulu l'amener. Prendra conscience de cette passivité dans le cours du roman, et explorera comment il peut prendre sa vie en main.
- Marianne : Épouse du précédent. Ambitieuse et matérialiste, prend très au sérieux toutes les formations pour devenir une excellente gestionnaire, et cherche à appliquer toutes les qualités (esprit de décision, leadership) dans toutes les situations de sa vie personnelle. Tempérament acariâtre, tient son mari en faible estime.
- Martine Laverdure : Cap-verdienne employée au même grand magasin que Jean-Jean. Entretient avec Jacques Chirac Oussoumo une relation secrète qui sera découverte, ce qui lui sera fatal. Mère des quatre loups, qu'elle a toujours confiés à une gardienne même à leur plus jeune âge.
- Jacques Chirac Oussoumo : Grand, Noir, amoureux de Martine Laverdure; c'est lui qui ira dénoncer Jean-Jean aux loups pour que ceux-ci le tuent à son tour.
- Les quatre loups : Issus d'une manipulation génétique plus ou moins expliquée dans le roman mais présentée comme banale dans ce monde, ont vécu une enfance très dure et sans amour. Forment un clan très serré de malfaiteurs. On les trouve en train de perpétrer un vol de banque très complexe au début du roman. On constate ensuite qu'ils n'ont aucun scrupule à assassiner. Constituent avec Jean-Jean les principaux protagonistes du roman, qui raconte en bonne partie comment ils chercheront à le tuer pour venger la mort de leur mère. 
  - Blanc : Chef naturel et incontesté du groupe. Très intelligent, froid et calculateur.
  - Gris : Grand tacticien et stratège du groupe.
  - Brun : Très axé sur l'action.
  - Noir : Le plus « brut » du groupe, peut-être un peu psychotique, très vulnérable à ses émotions négatives. C'est surtout lui qui tient à ce qu'on venge la mort de leur mère.
- Blanche de Castille Dubois : Enquêteuse du grand magasin où travaille Jean-Jean. Celui-ci fait sa connaissance au moment où elle commence sa froide enquête sur la mort de Martine Laverdure, qui a eu lieu dans le bureau des ressources humaines. Il est immédiatement séduit par sa grande beauté. Se pourrait-il que la vie lui réserve mieux que Marianne?
- Les frères Eichmann : Richissimes propriétaires du grand magasin où travaille Jean-Jean. Très âgés, vivent ensemble en Allemagne dans un appartement plutôt modeste, et gèrent leur affaire de façon extrêmement rationnelle, sans passion ni pitié.

## Postérité
Sébastien Goethals en a fait une adaptation en roman graphique : Le Temps des sauvages (2016).